# Rhodostrophia vinacearia
Rhodostrophia vinacearia är en fjärilsart som beskrevs av Moore 1867. Rhodostrophia vinacearia ingår i släktet Rhodostrophia och familjen mätare. Inga underarter finns listade.